# Madeleine L’Engle
Madeleine L’Engle Camp (ur. 29 listopada 1918, zm. 6 września 2007) – amerykańska pisarka i poetka, autorka między innymi powieści Pułapka czasu, na bazie której w 2018 powstał film pod tym samym tytułem.

## Twórczość

### Powieści dla młodzieży

#### CyklRodzina Austinów
1. Rodzina Austinów (ang. Meet the Austins, 1960, w Polsce wyd. Media Rodzina, 1998, ISBN 978-83-85594-70-3)
2. Księżyc w pełni (ang. The Moon by Night, 1963, w Polsce wyd. Media Rodzina, 1999,  ISBN 83-85594-84-1)
2.5. The Twenty-four Days Before Christmas (1984, ISBN 0-87788-843-4)
3. Młode jednorożce (ang. The Young Unicorns, 1968, w Polsce wyd. Media Rodzina, 2001, ISBN 83-7278-027-7)
4. Pierścień światła (ang. A Ring of Endless Light, 1980, w Polsce wyd. Media Rodzina, 2003, ISBN 83-7278-076-5)
4.5. The Anti-Muffins (1980, ISBN 0-8298-0415-3)
5. Troubling a Star (1994, ISBN 0-374-37783-9)
5.4. Dwa opowiadania zawarte w Miracle on 10th Street: And Other Christmas Writings (1998)
5.6. A Full House: An Austin Family Christmas (1999, ISBN 0-87788-020-4)

#### CyklKwintet czasu
1. Pułapka czasu (ang. A Wrinkle in Time, 1962, tłumaczone także jako Fałdka czasu, w Polsce wyd. Prószyński i S-ka, 1998, ISBN 83-7180-265-X)
2. Przeciąg w drzwiach (ang. A Wind in the Door, 1973, w Polsce wyd. Prószyński i S-ka, 1999, ISBN 83-7180-483-0)
3. A Swiftly Tilting Planet (1978)
4. Many Waters (1986)
5. An Acceptable Time (1989)

#### Pojedyncze powieści
- And Both Were Young (1949, ISBN 0-440-90229-0)
- The Journey with Jonah (1967, ISBN 0-374-33927-9)
- The Joys of Love (2008, ISBN 0-374-33870-1)

## Adaptacje
- Światło wieczne (2002), film telewizyjny w reżyserii Grega Beemana, na podstawie powieści Pierścień światła
- A Wrinkle in Time (2003),  film telewizyjny w reżyserii Johna Kenta Harrisona, na podstawie powieści Pułapka czasu
- Camilla Dickinson (2012), film w reżyserii Corneli Duryée, na podstawie powieści Camilla Dickinson
- Pułapka czasu (2018), film w reżyserii Avy DuVernay, na podstawie powieści Pułapka czasu